# حملة شابور الثاني العسكرية على شبه الجزيرة العربية
حملة شابور الثاني العسكرية على شبه الجزيرة العربية هي حملة عسكرية قام بها شابور الثاني في عام 325 ضد القبائل العربية في شبه الجزيرة العربية. هزم شابور الثاني بشكل حاسم كل القبائل العربية خلال حملته العسكرية وأصبح يعرف عند العرب بلقب (ذي الأكتاف).

## التاريخ

### الخلفية
خلال طفولة شابور الثاني أغار العرب البدو عدة مرات على بارس (مقاطعة ساسانية) فداهموا مدينة غور (فيروز آباد اليوم) والمناطق المحيطة بها، كما توغلوا في ميشان ومازون.

### الحملة العسكرية
في سن ال 16، قاد شابور الثاني حملة ضد العرب. وبحسب الطبري فقد اختار شابور بنفسه ألف فارس للمشاركة في الحملة. بدأ شابور هجومه الأول ضد قبيلة إياد في أشورستان، ثم عبر الخليج العربي ووصل إلى منطقة الخت وهي منطقة تقع اليوم بين البحرين وقطر، ثم هاجم بني تميم في جبال الحجر، وبحسب ما ورد قتل شابور الثاني عددًا كبيرًا من السكان العرب ودمر إمدادات المياه الخاصة بهم عن طريق سد آبارهم بالرمل.
بعد أن هزم العرب في شرق شبه الجزيرة العربية واصل رحلته إلى غرب شبه الجزيرة العربية وسوريا وهاجم عدة مدن بل إنه ذهب إلى أبعد من المدينة المنورة. بسبب طريقته القاسية في التعامل مع العرب فقد أطلقوا عليه اسم ذو الأكتاف لأنه كان يخلع أكتاف خصومه المقاتلين العرب. لم يكتفي شابور الثاني بالتهدئة مع عرب الخليج العربي بل اتجه صوب العديد من القبائل العربية في عمق شبه الجزيرة العربية. علاوة على ذلك قام بترحيل بعض القبائل العربية بالقوة فقام بترحيل قبيلة تغلب إلى البحرين والخت وقبيلة عبد القيس وتميم إلى هجر وقبيلة بكر بن وائل إلى كرمان وقبيلة بني حنظلة إلى مكان قريب من الأهواز. ولكي يمنع العرب من القيام بغارات على بلاده؛ أمر شابور الثاني ببناء جدار قرب مدينة الحيرة التي أصبحت تعرف عند العرب باسم جدار العرب.
يذكر الكتاب الزرادشتي (بونداهيشن) أيضا عن الحملة العسكرية على شبه الجزيرة العربية من قبل شابور الثاني إذ ورد فيه النص التالي: «خلال حكم شابور الثاني ابن هرمز الثاني جاء العرب وأخذوا خوريغ رودبار لسنوات عديدة حتى وصول شابور إلى الإمامة حيث أمر بتدمير العرب وأخذ الأراضي وتدمير العديد من الحكام العرب وخلع عددًا كثيرًا من الأكتاف».

## انتقام العرب من حملة شابور
يذكر الطبري في تاريخه، استغلال العرب لحملة لليانوس (يوليان المرتد)، ملك الروم للانتقام من شابور بقوله:
«أن "لليانوس" ملك الروم حارب "سابور"، فضم إلى جيشه من كان في مملكته من العرب، أي: عرب الروم، "وانتهزت العرب بذلك السبب الفرصة من الانتقام من "سابور" وما كان من قتله العرب، واجتمع في عسكر "لليانوس" من العرب مائة ألف وسبعون ألف مقاتل، فوجههم مع رجل من بطارقة الروم بعثه على مقدمته، يسمى "يوسانوس". أما من بقي في عسكر "لليانوس" من العرب، فقد سألوه أن يأذن لهم في محاربة "سابور"، فأجابهم إلى ما سألوه، فزحفوا إلى "سابور" فقاتلوه، ففضوا جمعه، وقتلوا منهم مقتلة عظيمة، وهرب "سابور" فيمن بقي من جنده، واحتوى "لليانوس" على مدينة "طيسفون" محلة سابور. وظفر ببيوت أموال سابور وخزائنه فيها". عندئذ استنجد سابور بقواده فلما وصل إليه العون، استخلص طيسفون، ثم تصالح بعد مقتل "لليانوس" مع "يوسانوس" الذي انتخبه الجيش ملكا على أثر قتل "لليانوس».